# Уэно-Хирокодзи (станция)
Станция Уэно-Хирокодзи (яп. 上野広小路駅 уэно хироко:дзи эки) — железнодорожная станция на линии Гиндза, расположенная в специальном районе Тайто в Токио. Станция обозначена номером G-15. Станция была открыта 1 января 1930 года. На станции установлены автоматические платформенные ворота.

## Планировка станции
Две платформы бокового типа и два пути.
| 1 | ○ Линия Гиндза | Гиндза, Акасака-Мицукэ, Сибуя |
| 2 | ○ Линия Гиндза | Уэно, Асакуса                 |

## Близлежащие станции
| «         |  | Линия        |  | »    |
| --------- |  | ------------ |  | ---- |
| Суэхиротё |  | Линия Гиндза |  | Уэно |